# Etióp fecske
Az etióp fecske (Hirundo aethiopica) a madarak osztályának verébalakúak rendjébe és  a fecskefélék (Hirundinidae) családjába tartozó faj.
A magyar név forrással nincs megerősítve.

## Előfordulása
Benin, Burkina Faso, Kamerun, a Közép-afrikai Köztársaság, Csád, a Kongói Demokratikus Köztársaság, Elefántcsontpart, Eritrea, Etiópia, Ghána, Guinea, Izrael, Kenya, Mali, Niger, Nigéria, Szenegál, Szomália, Szudán, Tanzánia, Togo és Uganda területén honos.

## Alfajai
- Hirundo aethiopica aethiopica
- Hirundo aethiopica amadoni
- Hirundo aethiopica fulvipectus

## Szaporodása
|  |